# Арлингтон (тауншип, Миннесота)
Арлингтон (англ. Arlington) — тауншип в округе Сибли, Миннесота, США. На 2000 год его население составило 562 человека.

## География
По данным Бюро переписи населения США площадь тауншипа составляет 89,8 км², из которых 89,8 км² занимает суша, водоёмов нет.

## Демография
По данным переписи населения 2000 года здесь находились 562 человека, 194 домохозяйства и 166 семей.  Плотность населения —  6,3 чел./км².  На территории тауншипа расположено 199 построек со средней плотностью 2,2 построек на один квадратный километр. Расовый состав населения: 100,00 % белых.
Из 194 домохозяйств в 39,2 % воспитывались дети до 18 лет, в 78,4 % проживали супружеские пары, в 3,1 % проживали незамужние женщины и в 14,4 % домохозяйств проживали несемейные люди. 12,9 % домохозяйств состояли из одного человека, при том 6,7 % из — одиноких пожилых людей старше 65 лет. Средний размер домохозяйства — 2,90, а семьи — 3,17 человека.
28,5 % населения — младше 18 лет, 7,8 % — в возрасте от 18 до 24 лет, 27,2 % — от 25 до 44, 24,4 % — от 45 до 64, и 12,1 % — старше 65 лет. Средний возраст — 37 лет. На каждые 100 женщин приходилось 123,9 мужчин.  На каждые 100 женщин старше 18 приходилось 123,3 мужчин.
Средний годовой доход домохозяйства составлял 51 667 долларов, а средний годовой доход семьи —  55 972 доллара. Средний доход мужчин —  32 500  долларов, в то время как у женщин — 21 071. Доход на душу населения составил 21 144 доллара. За чертой бедности находились 4,2 % семей и 5,8 % всего населения тауншипа, из которых 9,9 % младше 18 лет.